# 세계 식량의 날
세계 식량의 날(World Food Day)은 1979년 10월 16일에 국제 연합 식량 농업 기구(FAO)가 창설된 것을 기념하여 제정되었다. 매년 전 세계에게 농업의 중요성을 전파하기 위해 텔레푸드(TeleFood) 캠페인을 벌이고 있다.
FAO(유엔식량농업기구)는 1979년부터 매년 10월 16일을 '세계식량의 날'로 제정하여, 시행해오고 있다.
UN전문기구의 하나인 FAO(유엔식량농업기구)는 세계 여러 나라의 식료품과 농산물의 생산 및 분배를 개선하고 토지 및 품종 개량 기술을 지도하는 것을 목적으로 하는 기구이다.

## 같이 보기
- 식량 안전 보장
- 세계 식량상